# آئودی کیو۵

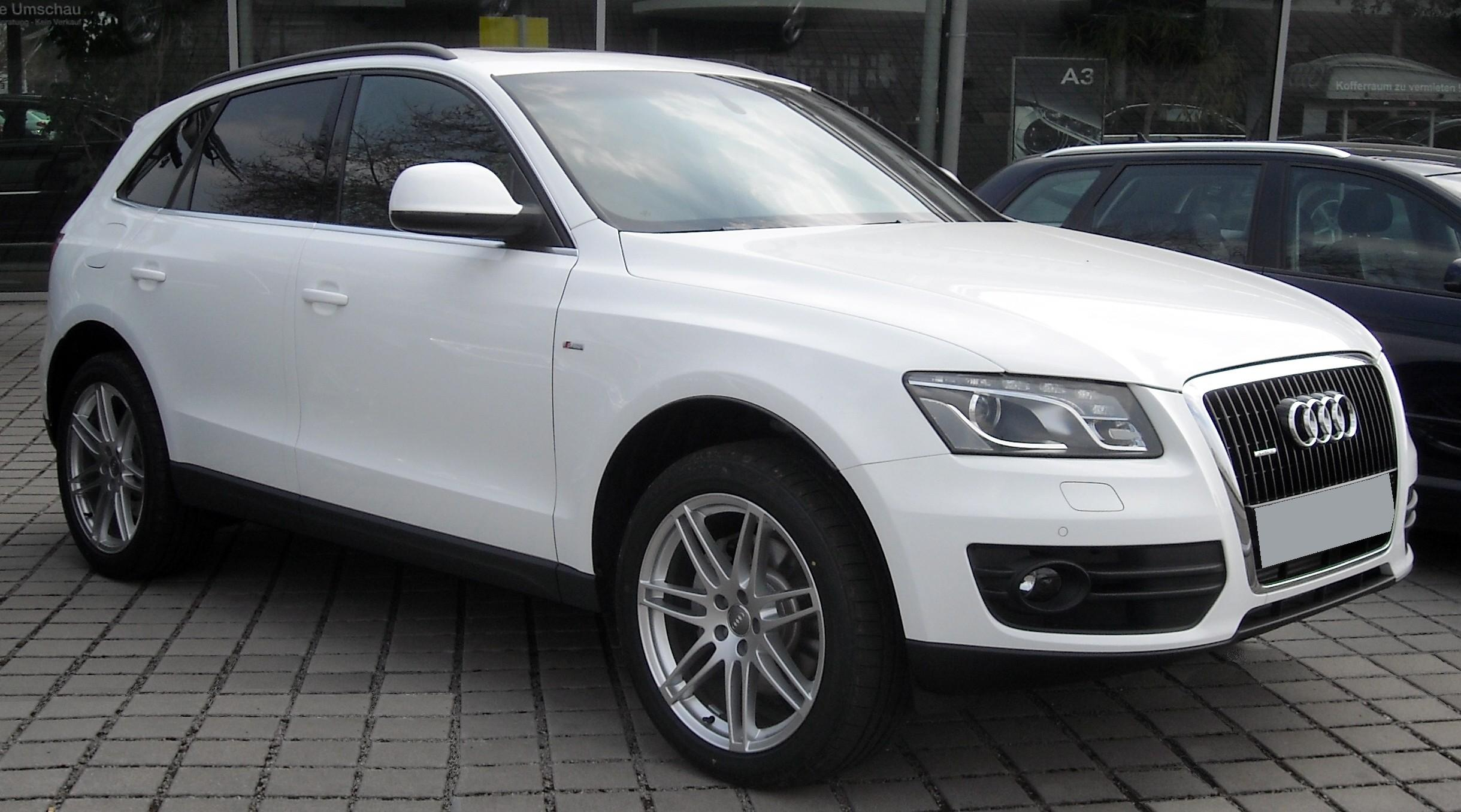

آئودی کیو۵ (Audi Q۵) خودرویی است که در سال‌های ۲۰۰۸ تا در آلمان، براتیسلاوا، اسلواکی، چانگچون، تمدن چین، اورنگ‌آباد و هند تولید شده‌است. طراحی آن موتور جلو و خودرو چهار چرخ محرک بوده‌است. سیستم جعبه‌دندهٔ آن ۷ دنده به دو صورت خودکار و دستی است.